# Музей здравоохранения (Париж)
Парижский музей здравоохранения (фр. Musée de l'Assistance publique — Hôpitaux de Paris) прослеживает эволюцию врачебных заведений и самого процесса лечения от средних веков до наших дней. Ещё в XIX веке администрация парижских больниц обратила внимание на уничтожение традиционных аксессуаров больниц (индустриальная революция кардинально изменила производство). Исчезавшие из обихода предметы (аптечная посуда и пр.) составили зародыш будущей коллекции. Официально музей открылся в 1934 году.

## Коллекция
Коллекция содержит около 10 000 объектов: картин, скульптур, гравюр и рисунков, медицинских инструментов и других предметов, связанных с разными аспектами деятельности больниц и медицинских образовательных учреждений.
История парижских больниц рассматривается в первую очередь в контексте эволюции от религиозного учреждения к светскому. Параллельно раскрывается тема прогресса медицинской науки, представлений об устройстве человеческого организма, становления профессии врача.

### 1-й зал. Церковь — основатель первых больниц
Церковь основала первые парижские больницы в самом начале Средних веков. До самого начала XX века Церковь оказывала существенное влияние на функционирование городских больниц, и только закон 1905 года, отделивший Церковь от Государства, разорвал эту вековую связь, вынудив монашек покинуть государственные больницы.

### 2-й зал. Брошенные дети
Вплоть до XIX века, когда во Франции стали проводиться первые социальные программы планирования семьи, забота о брошенных детях была возложена на Церковь. Большое количество брошенных детей объяснялось как общей бедностью населения, так и господствовавшей тогда религиозной моралью, накладывавшей определённые правила на сексуальную жизнь.

### 3-й зал. Больница для бедных
Романтическое средневековое представление бедности (см. например Франциск Ассизский) к XVII веку становится более прагматичным: бедность (отсутствие санитарии) приводит к эпидемиям, социальным потрясениям, беспорядкам. Центральная власть постепенно начинает принимать меры по борьбе с бедностью, в частности по их лечению.

### 4-й зал. Эволюция больничной администрации
XVIII век формирует новое отношение к роли государства по отношению к бедным. Соответственно меняется и роль больниц. Французская Революция лишь ускоряет этот процесс, начиная постепенное разделение Церкви и Государства, переводя больницы под контроль последнего. Но существовавшие административные структуры не были готовы к переменам.

### 5-й зал. Медицинская техника
XIX век приносит крупные изменения в социальном устройстве общества. Параллельно индустриальная революция продвигает медицинскую науку на невиданные ранее высоты. Открываются новые больницы, специализируются уже существующие.

## Музей Пьера Фошара
В 2003 году коллекция стоматологического музея «отца» современной зубоврачебной науки Пьера Фошара (1679—1761) стала частью музея здравоохранения.
История коллекции берёт начало в 1879 году, когда пять молодых парижских дантистов основывают «Парижский круг дантистов» (фр. Cercle des Dentistes de Paris). В следующем году они основывают первую французскую школу дантистов, а при ней — библиотеку и музей. Основная цель музея — педагогическая. В 1892 году музей насчитывает более 300 экспонатов: зубы, челюсти, протезы, современное и историческое оборудование дантистов.
С роспуском Сообщества парижской школы дантистов (фр. Société de l'Ecole Dentaire de Paris) в 1998 году, музей и библиотека переданы парижской администрации здравоохранения. Хранение библиотеки поручено в 2004 году Межуниверситетской медицинской библиотеке Парижа (фр. Bibliothèque Interuniversitaire de Médecine), а коллекция музея влилась в 2003 году в коллекцию музея здравоохранения.
В настоящее время предметы из коллекции музея Пьера Фошара внесены в каталоги музея здравоохранения, но не выставляются для широкой публики.

## Практическая информация
Музей расположен в V округе Парижа, ближайшие станции метро — Saint-Michel, Cité и Maubert-Mutualité.
Адрес: 47, quai de la Tournelle, 75005 Paris.
Время работы: вторник — воскресенье, 10:00 — 18:00.

## Фотогалерея

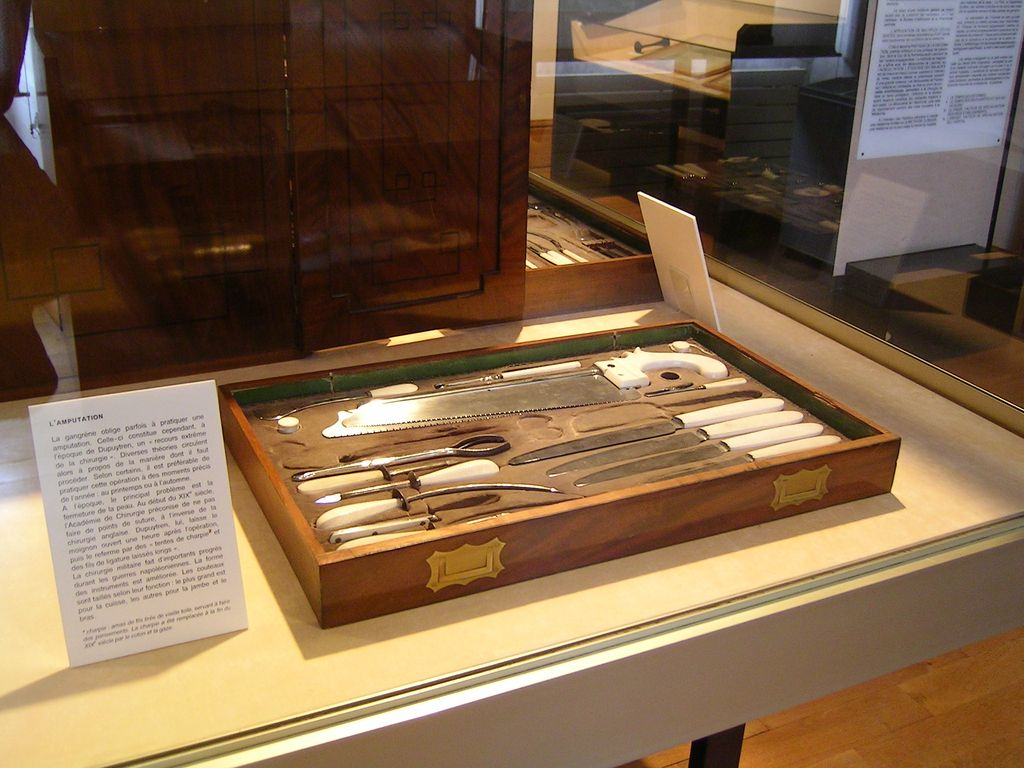
Хирургические инструменты
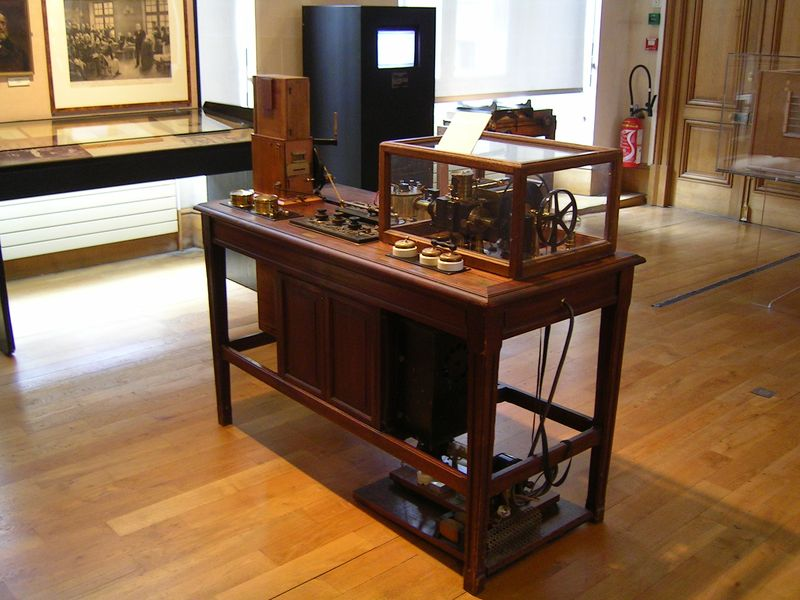
Старый прибор электрокардиограммы
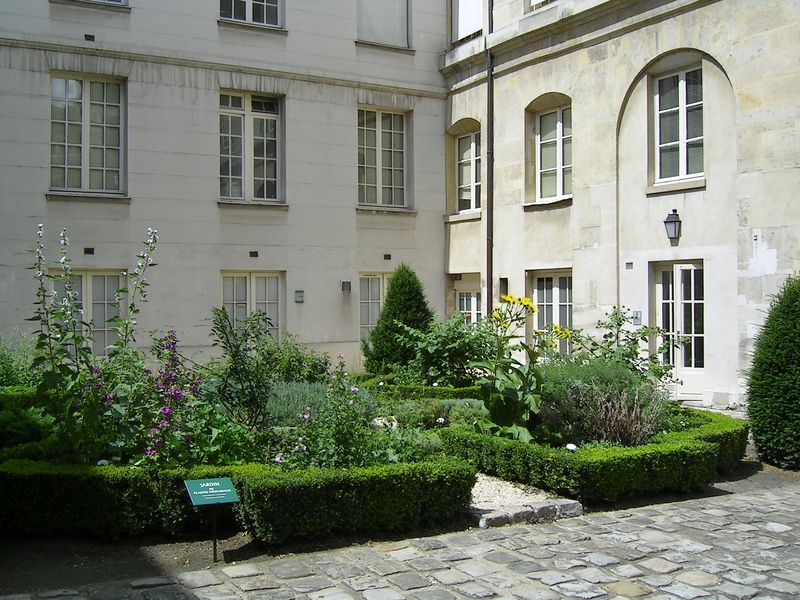
Сад лекарственных трав
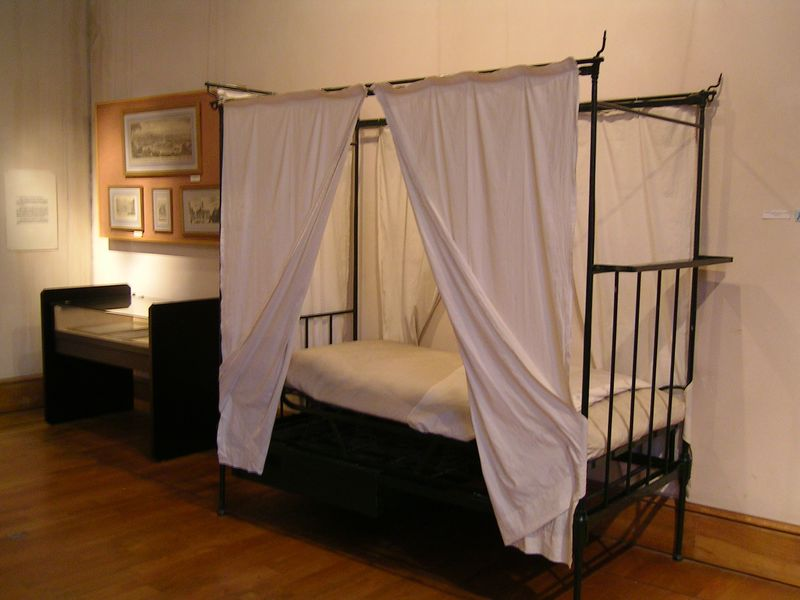
Кровать больного